# Dänische Badmintonmeisterschaft 1995
Die Dänische Badmintonmeisterschaft 1995 fand in Vejle statt. Es war die 65. Austragung der nationalen Titelkämpfe im Badminton in Dänemark.

## Titelträger
| Disziplin    | Sieger                                                          |
| ------------ | --------------------------------------------------------------- |
| Herreneinzel | Poul-Erik Høyer Larsen, Lillerød                                |
| Dameneinzel  | Camilla Martin, Højbjerg BK                                     |
| Herrendoppel | Jon Holst-Christensen, Lillerød Thomas Lund, Kastrup-Magleby BK |
| Damendoppel  | Helene Kirkegaard, Lillerød Rikke Olsen, Kastrup-Magleby BK     |
| Mixed        | Jon Holst-Christensen, Lillerød Rikke Olsen, Kastrup-Magleby BK |